# Bernat Cort Torroja
Bernat Cort Torroja (Reus, segle xix - Barcelona segle xx) va ser un escultor català. El Diario de Reus dels dies 3 i 4 de maig de 1861 diu que va fer una talla de la imatge de la Verge de la Providència destinada a la parròquia de Sant Francesc quan es van iniciar les festes religioses del mes de Maria.
Va ser deixeble de l'escultor Lluís Arpa, i de ben jove va marxar a Barcelona on va adquirir molta fama com a modelador de figures de terracota. Va presentar a l'Exposició Universal de París de 1855 una estàtua de Diana molt admirada. Aquell mateix any va esculpir en fusta imitant el marbre, una figura del general Espartero que es va col·locar al balcó de la Diputació de Barcelona. A l'Exposició de Barcelona de 1860 va presentar també diverses escultures, algunes fetes d'ivori,  i el 1861 va tallar algunes imatges de sant Bonaventura per l'església prioral de sant Pere de Reus. Es va especialitzar en figures per decorar jardins i també va fer interessants figuretes de pessebre.